# Żel antybakteryjny

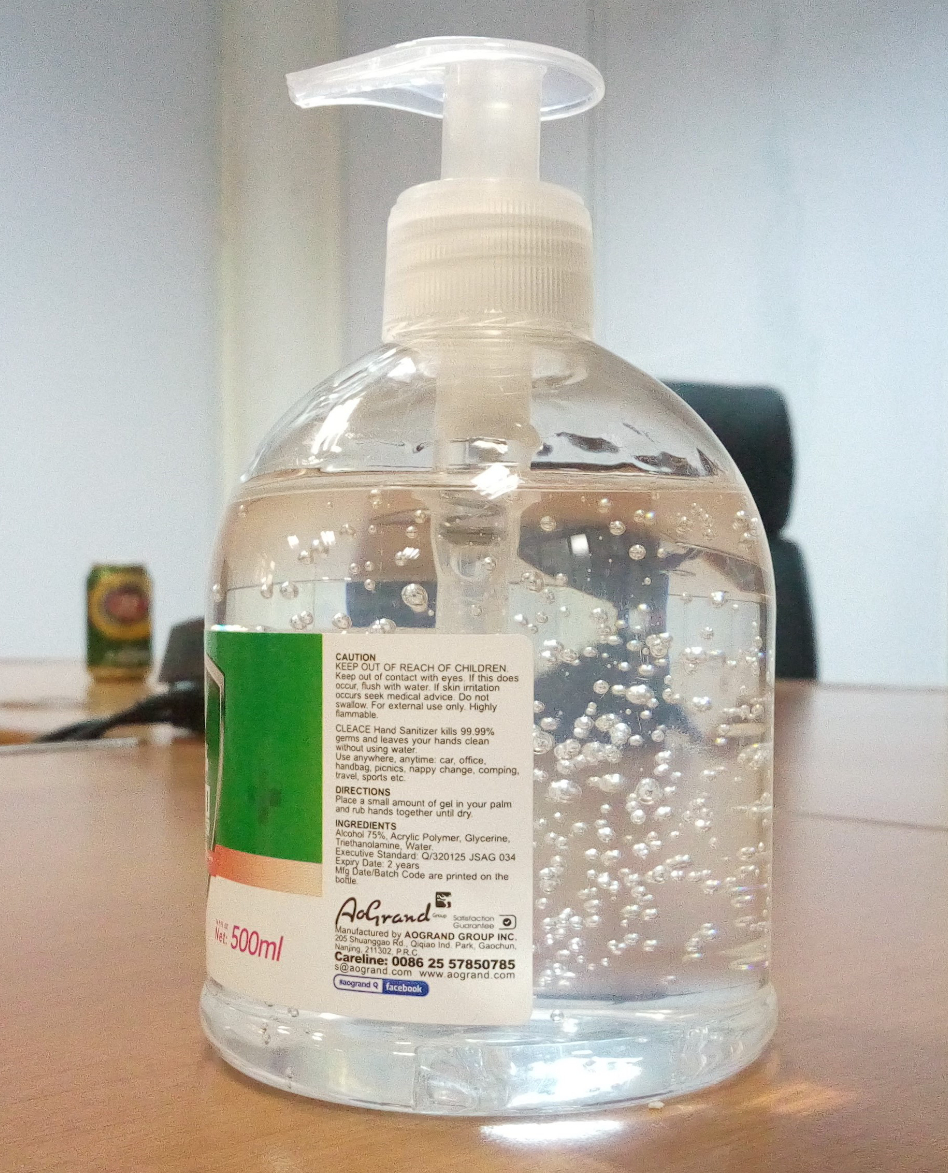
Żel antybakteryjny

Środek antybakteryjny do rąk – płynny środek dezynfekujący służący do redukcji czynników zakaźnych na skórze dłoni. 
W przychodniach, szpitalach i innych placówkach medycznych użycie środków na bazie alkoholu uznawane jest za skuteczniejsze od mycia rąk wodą z mydłem w większości przypadków: środki takie skuteczniej eliminują mikroorganizmy, są także lepiej tolerowane przez skórę dłoni od wody z mydłem. Użycie płynu dezynfekcyjnego nie może zastąpić jednak mycia, zwłaszcza jeśli na skórze rąk występuje widoczne zabrudzenie, lub po użyciu toalety. Brak jest zaleceń dotyczących podobnych środków nie opartych na bazie alkoholu, brak jest również wystarczających dowodów na wyższość korzystania z podobnych środków nad myciem rąk poza placówkami medycznymi. Środki takie dostępne są w obrocie handlowym w postaci płynów, żeli i pianek.
Typowe środki antybakteryjne na bazie alkoholu zawierają mieszaninę izopropanolu, etanolu (alkoholu etylowego) lub n-propanolu. Najskuteczniejsze są produkty, które zawierają od 60 do 95% alkoholu. Podczas ich stosowania konieczne jest zachowanie ostrożności, ponieważ są one substancjami palnymi. Środki zawierające alkohol skutecznie zwalczają wiele różnych typów drobnoustrojów, nie unieszkodliwiają jednak zarodników. Niektóre produkty zawierają domieszkę gliceryny lub innych związków, których celem jest zapobieganie wysuszeniu skóry. Wersje bezalkoholowe mogą zawierać chlorek benzalkoniowy lub triklosan.
Alkohol był stosowany jako środek antyseptyczny przynajmniej od 1363 roku, a pod koniec XIX wieku pojawiły się naukowe dowody na jego skuteczność. Środki do dezynfekcji rąk na bazie alkoholu rozpowszechniły się w Europie do lat 80. XX wieku. Znalazły się one także na liście leków podstawowych Światowej Organizacji Zdrowia, co oznacza, że zostały uznane za jedne z najbardziej skutecznych i bezpiecznych środków medycznych, niezbędnych w każdym systemie opieki zdrowotnej. 